# Klappsonnenuhr
Die Klappsonnenuhr ist eine Sonnenuhr, bei der der Schattenzeiger oder Schattenwerfer (Gnomon, Polstab, Weiser) in die Ebene des Zifferblattes geklappt werden kann, um sperrige Volumina zu vermeiden. Die Gemeinsame Normdatei (GND) definiert: „Tragbare Sonnenuhr, die mit Scharnieren aufklappbar ist und zur Nord-Süd-Ausrichtung einen kleinen Kompaß hat. Als Schattenwerfer dient ein Gnomon.“ Sie zeigt die wahre Ortszeit (auch „wahre Sonnenzeit“ genannt) an. Sie war für Reisende ab dem späten 15. Jahrhundert gedacht. Ihre Erfindung wird dem österreichischen Astronomen Georg von Peuerbach zugeschrieben.

## Besondere Anforderungen an Klappsonnenuhren
Um mit einer Sonnenuhr die wahre Ortszeit unabhängig von der Jahreszeit anzeigen zu können, muss der Schattenwerfer parallel zur Erdachse liegen. Da die Klappsonnenuhr für die Reise gedacht ist, ergibt sich das Problem, wie der Schattenwerfer möglichst ohne viel Aufwand parallel zur Erdachse ausgerichtet werden kann. Daneben sollten die Abmessungen und das Gewicht entsprechend klein, das Material jedoch strapazfähig sein. Allgemein gilt: je kleiner die Sonnenuhr, desto schwieriger die genaue Ausrichtung der Sonnenuhr und umso schwieriger das Ablesen der Zeit, das aus einem mit Augenmaß geschätzten Interpolieren des Schattens zwischen den auf dem Zifferblatt markierten Stunden resultiert. Somit ist auch ein Kompromiss zwischen Größe und verlangter Ablesegenauigkeit zu finden.
Es gibt zahlreiche unterschiedliche Ausführungen von Klappsonnenuhren. Sie können vom Typus Horizontalsonnenuhr (Abb. Paul Reinmann, Nürnberg 1557), Vertikalsonnenuhr (Abb. Marine-Sonnenuhr, sowohl Vertikal- als auch Horizontalsonnenuhr, je nach der geographischen Breite, in der sich das Schiff befindet) oder Äquatorialsonnenuhren (Abb. Ringsonnenuhr) sein. Sie haben einen eingebauten Kompass oder auch nicht, die Missweisung (Deklination) wird berücksichtigt oder auch nicht. Als Schattenwerfer werden Stäbe, Winkel oder gespannte Fäden verwendet, im Falle der abgebildeten Ringsonnenuhr dient ein Nodus zur punktförmigen Projektion der Sonne auf das Zifferblatt. Möglichkeiten, den Schattenwerfer an die jeweilige geografische Breite anzupassen, können vorhanden sein. 
Die Ablesegenauigkeit hängt von der Größe der Sonnenuhr ab. Auf der Stokes-Sonnenuhr sind Markierungen für Intervalle von 5 Minuten sichtbar, auf der viel kleineren Taschensonnenuhr sind nur noch Stundenlinien auf dem Zifferblatt eingraviert.

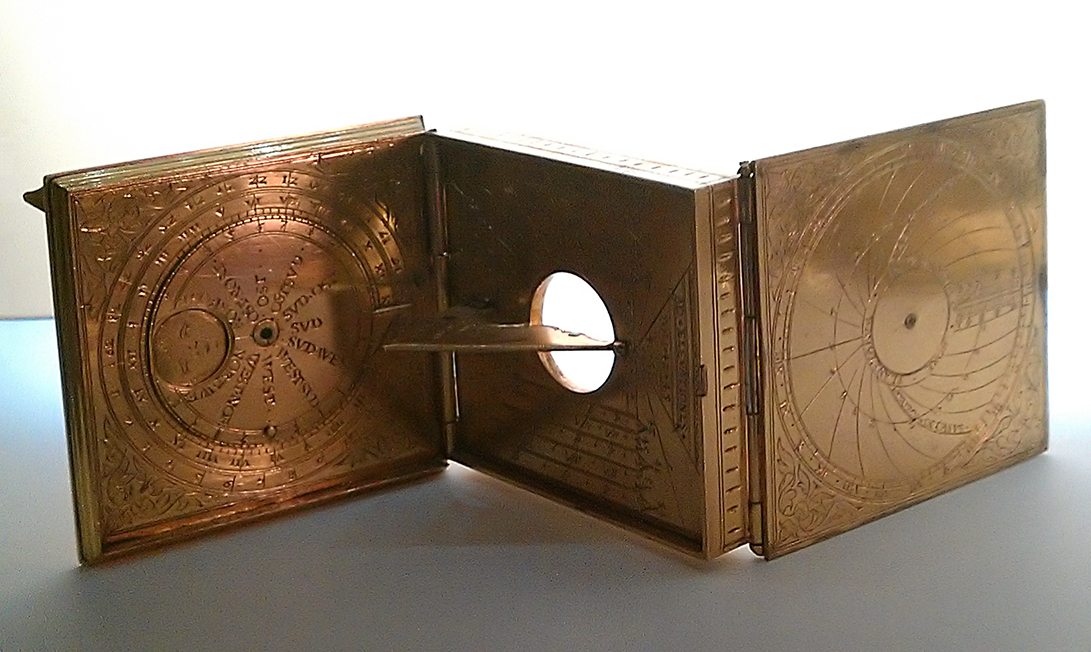
Kompendium-Sonnenuhr, Christoph Schissler Senior, Deutschland 1556
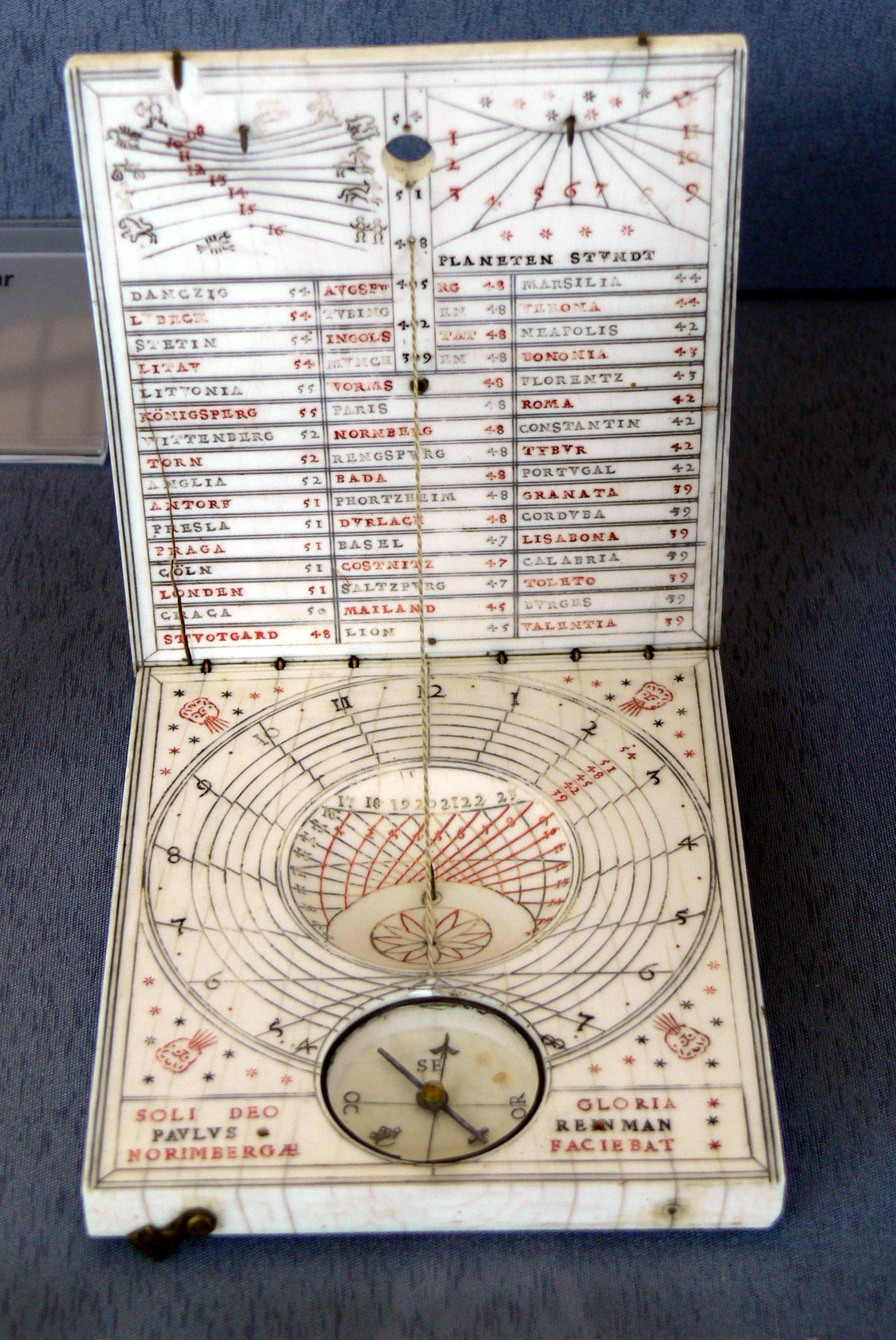
Paul Reinmann, Nürnberg 1557
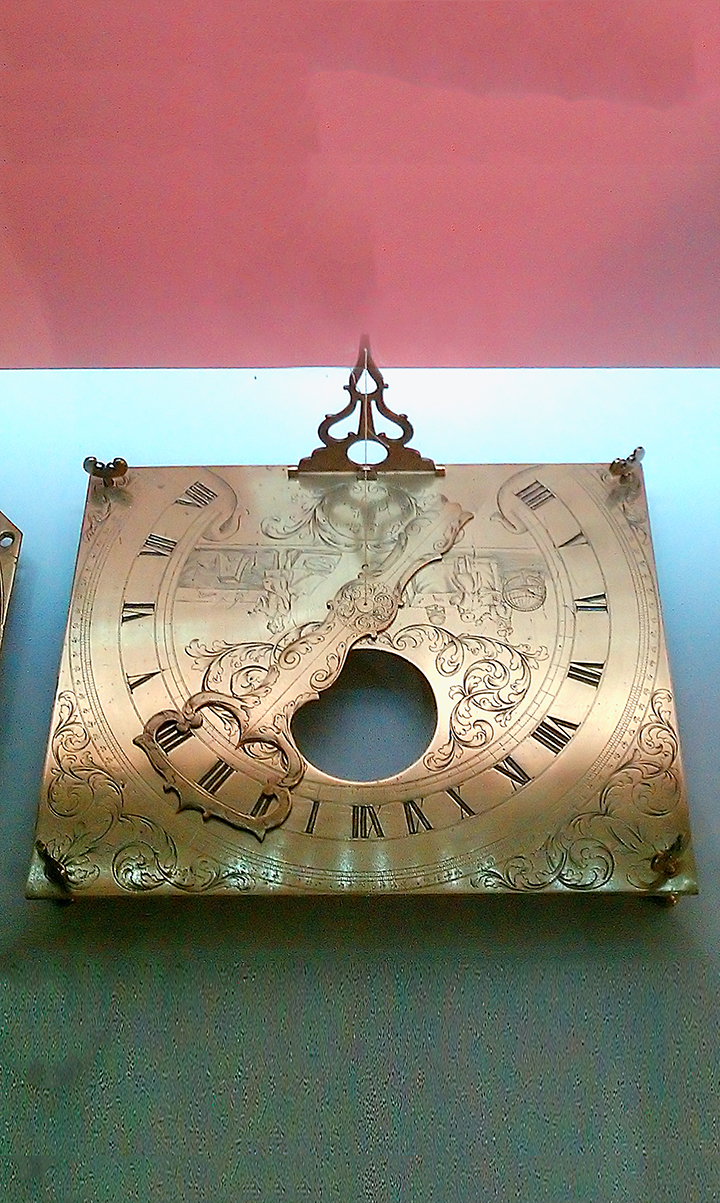
Sonnenuhr für 47° Nord. F.A. Knitti, Österreich, frühes 18. Jahrhundert
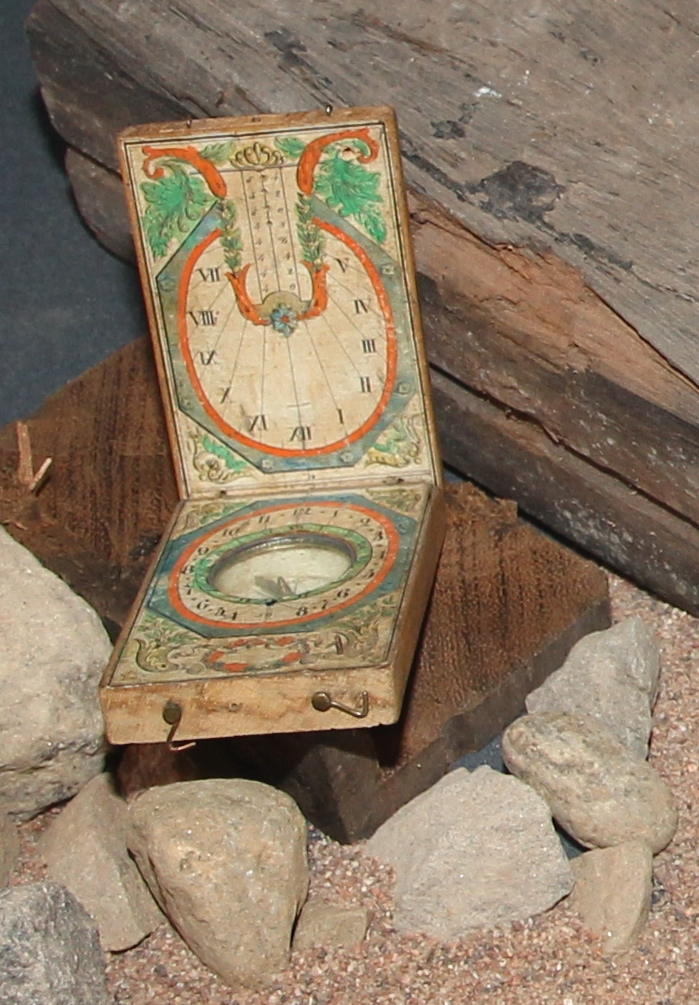
Marine-Sonnenuhr, Nürnberg
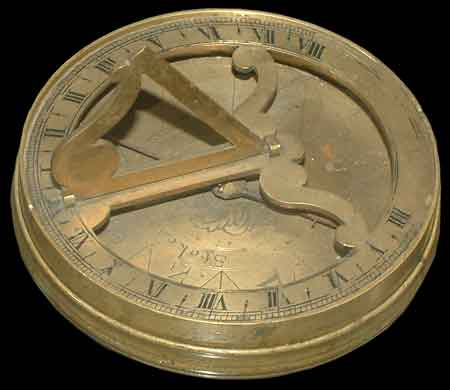
Gabriel Stokes, Dublin 1742
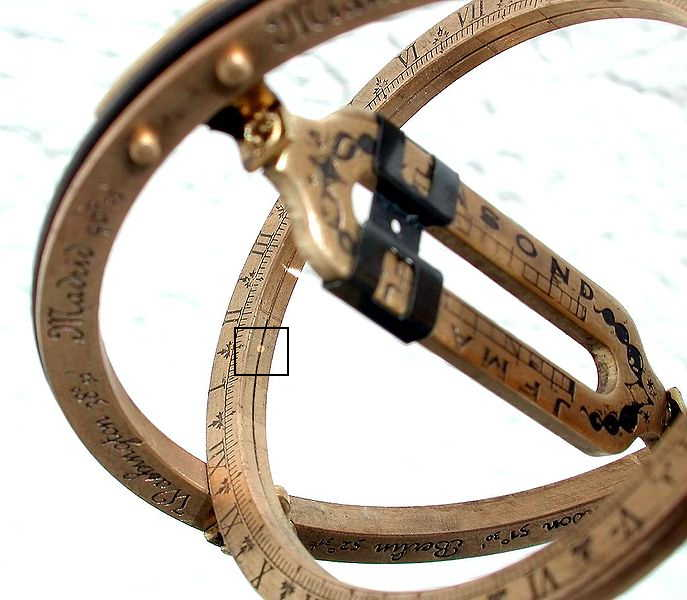
Ringsonnenuhr im Gebrauch, Lichtfleck zwischen 13 und 14 Uhr

## Konstruktionsprinzip der Taschensonnenuhr

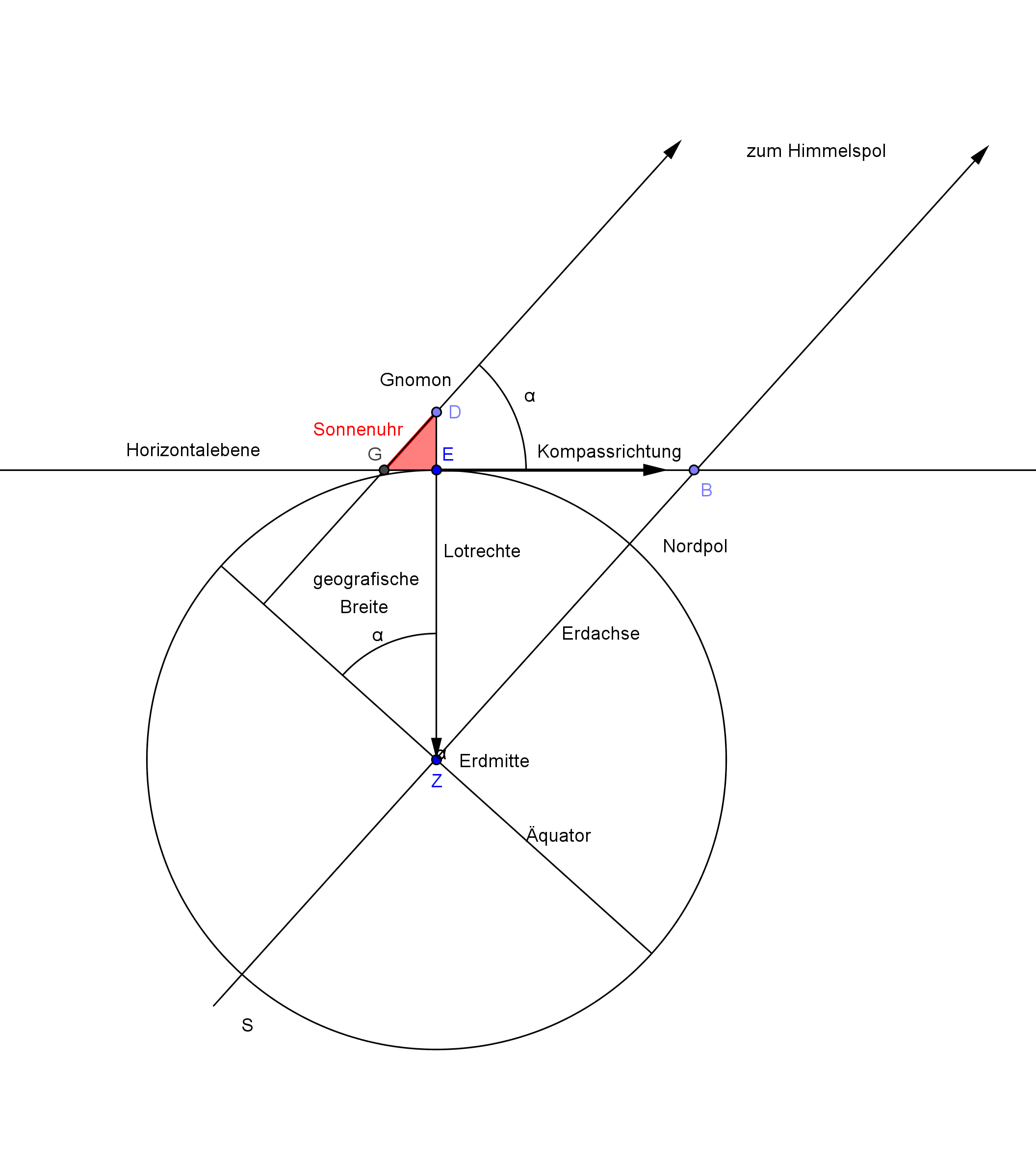
Geometrische Beziehungen zwischen Erdachse, Gnomon, Lot, Nordrichtung und geografischer Breite. Darstellung für etwa 48° nördliche Breite

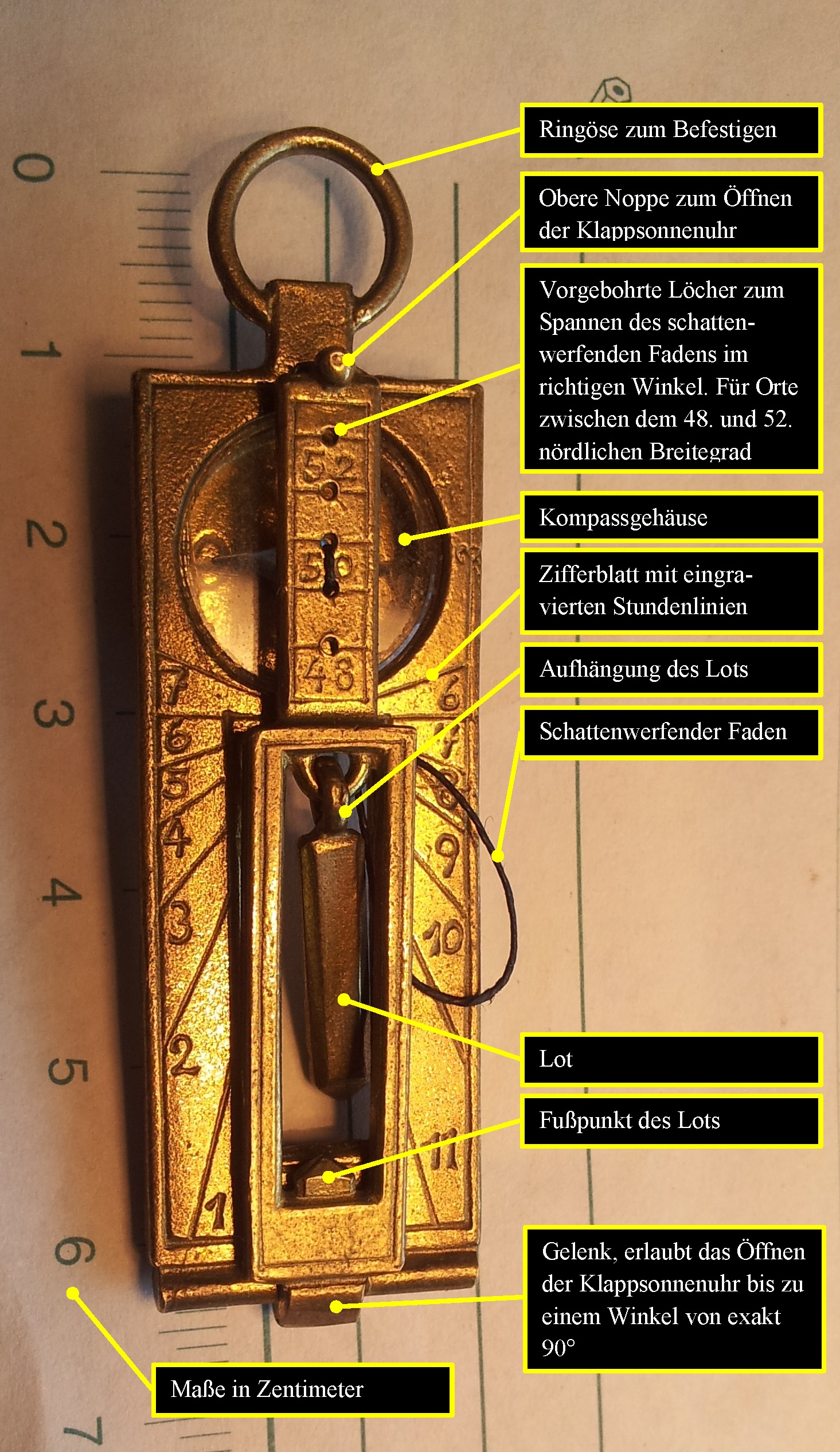
Klappsonnenuhr, zusammengeklappt, Frontansicht mit Legende

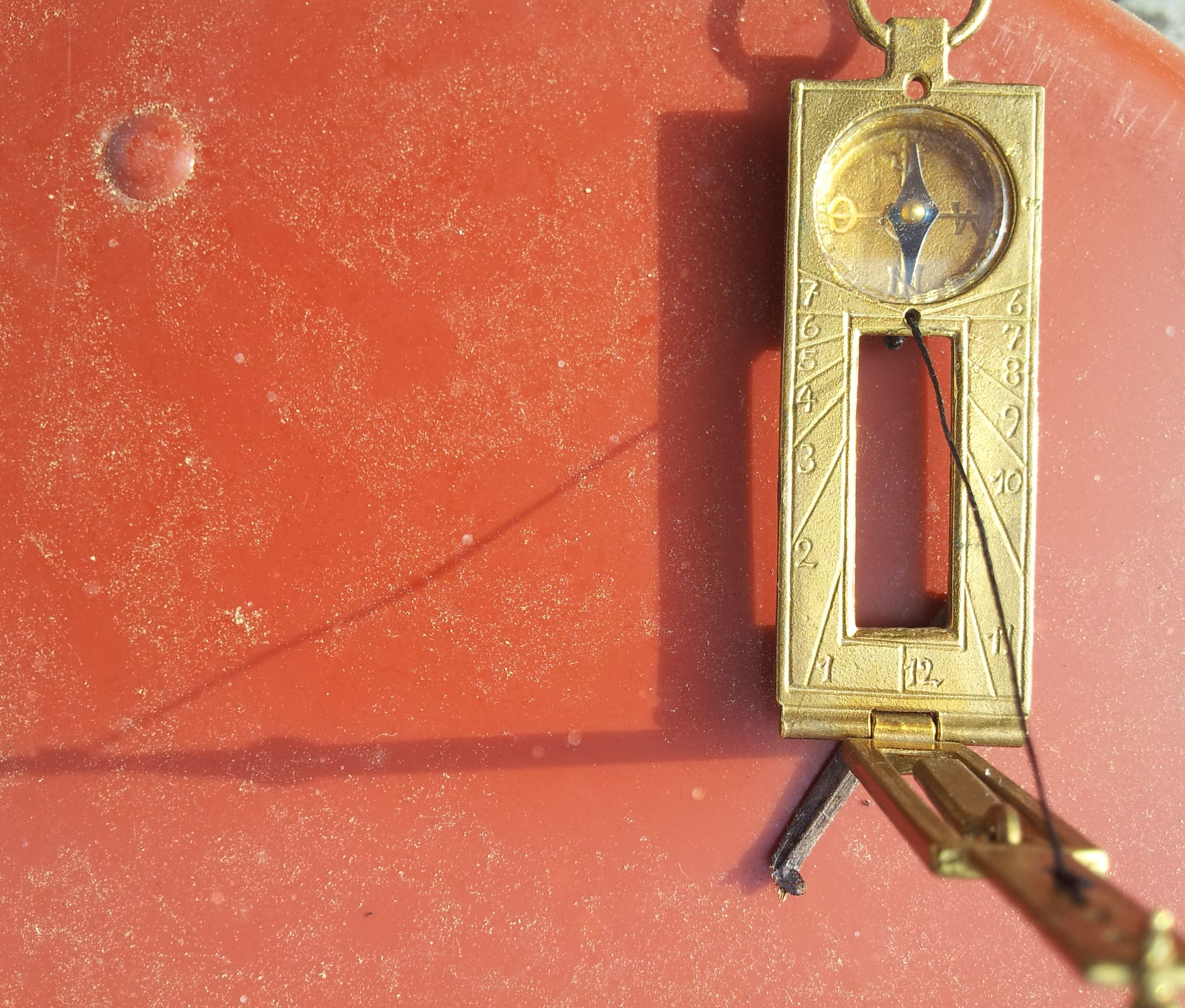
Klappsonnenuhr, geöffnet und in Betrieb, etwa 15:30 Uhr

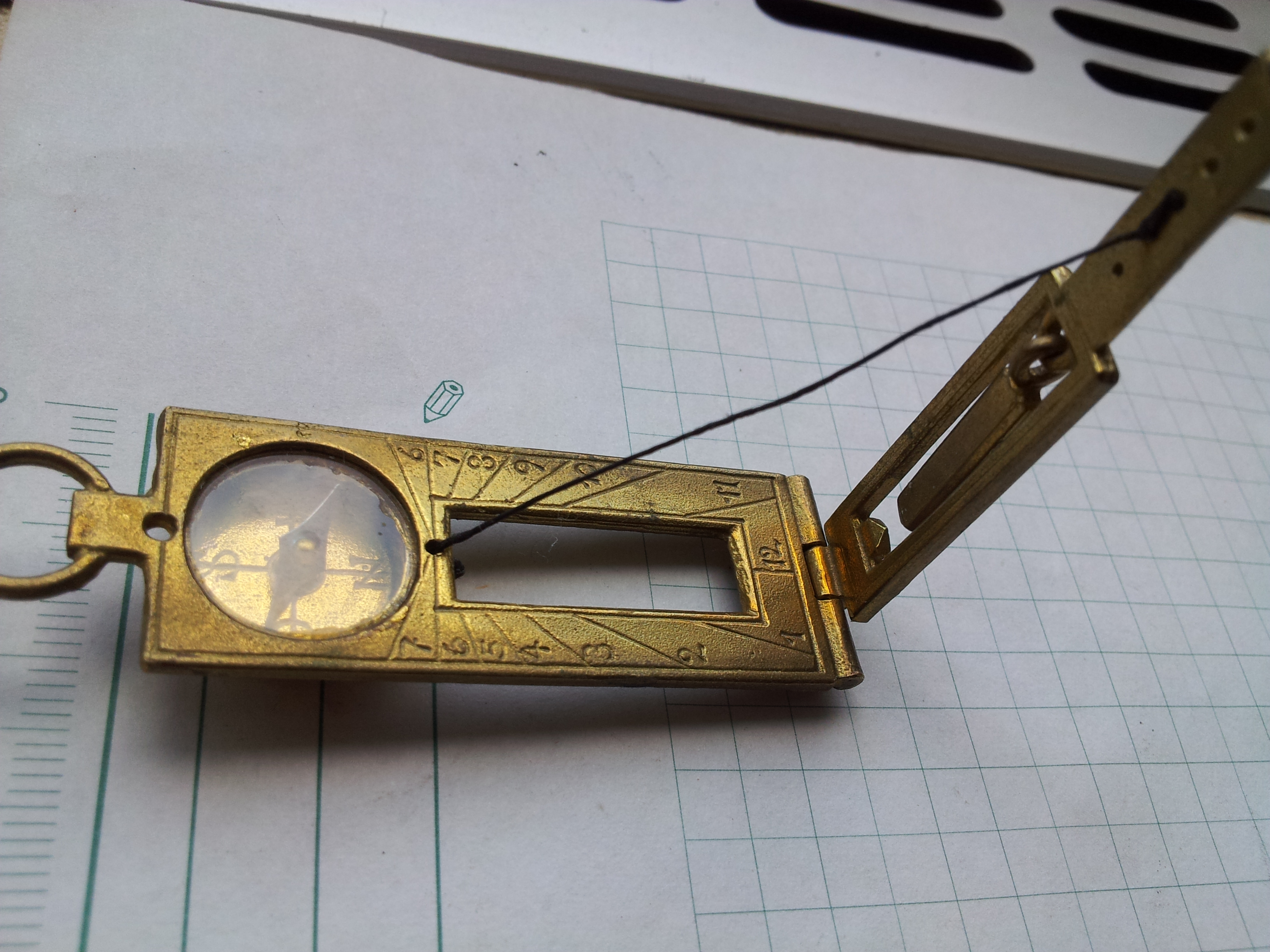
Klappsonnenuhr, geöffnet

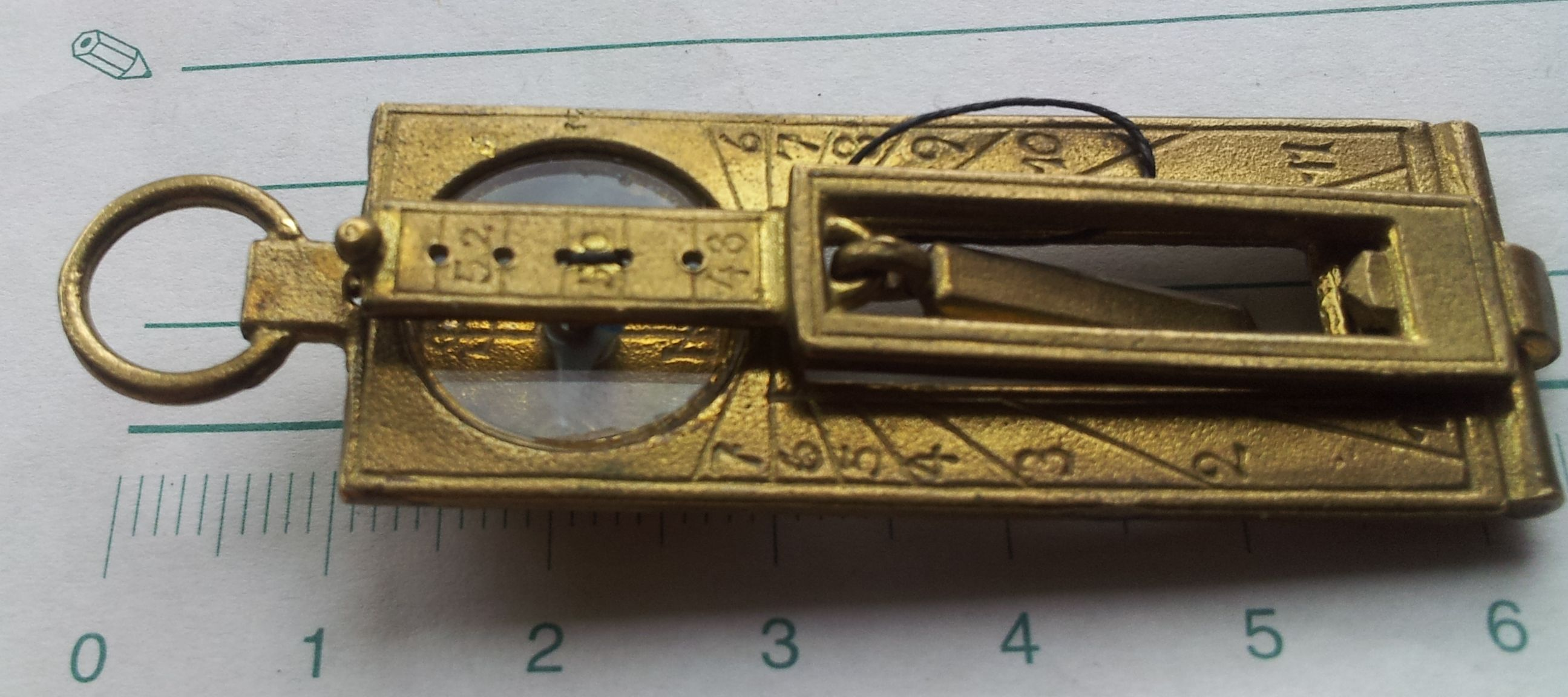
Klappsonnenuhr, für den Transport geschlossen, Frontansicht

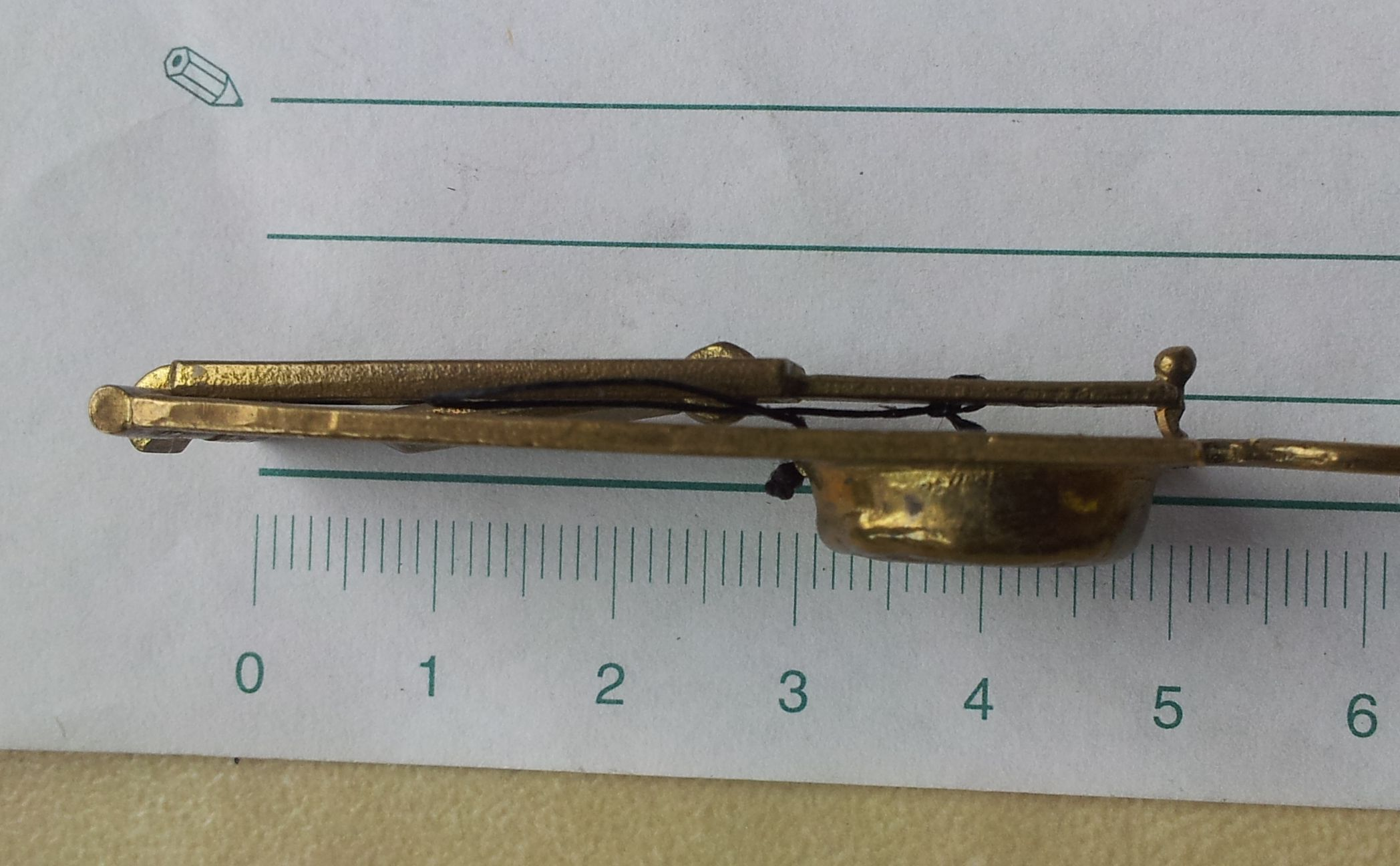
Klappsonnenuhr, für den Transport geschlossen, Seitenansicht

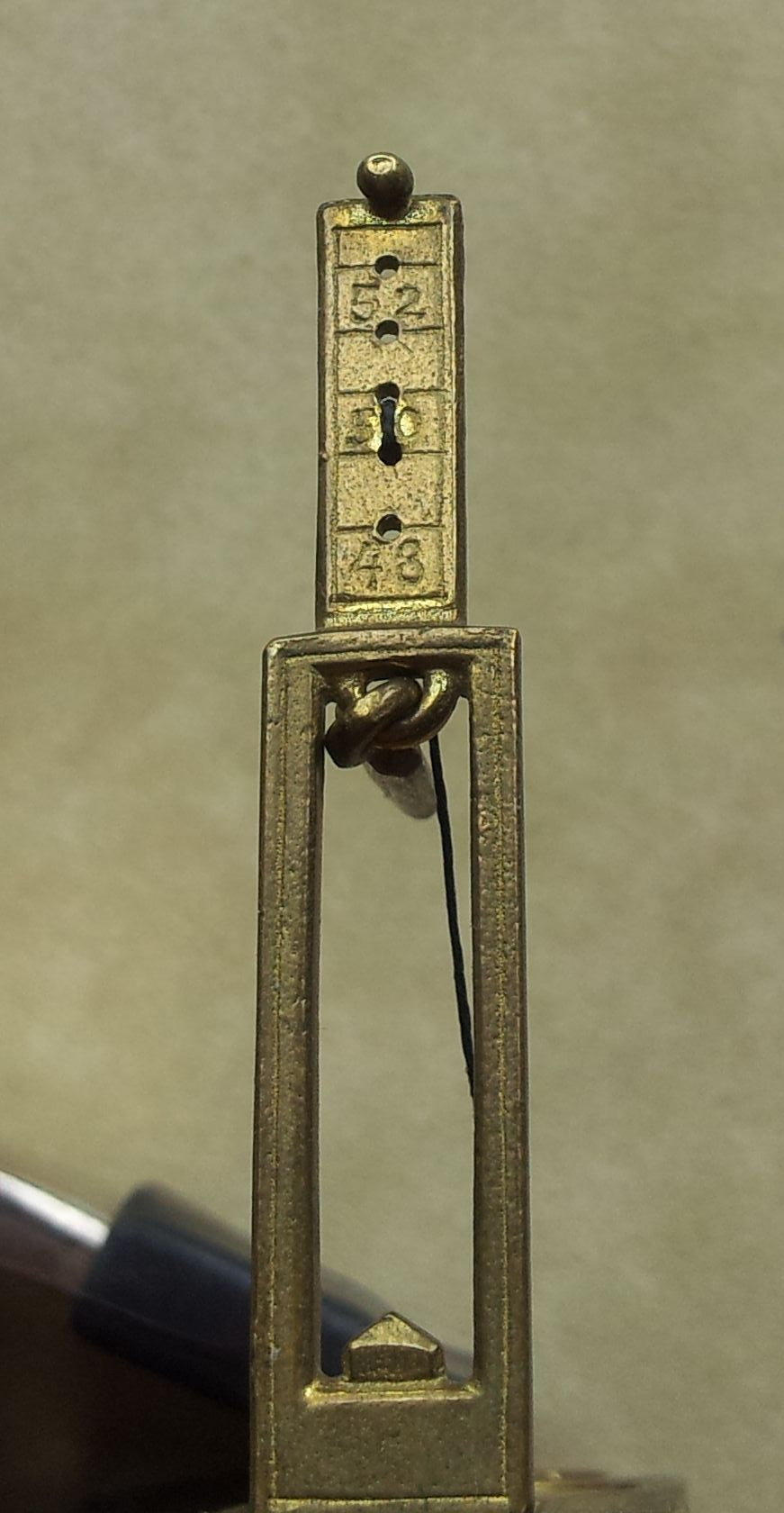
Löcher zum Spannen des Fadens für den 48. – 52. Breitenkreis Nord. Für die Aufnahme wurde der Fadenspanner horizontal aufgelegt, sodass das Lot nunmehr vom Betrachter weg nach unten aus der Bildebene zeigt.

Um die wahre Ortszeit anzuzeigen, muss bei einer Horizontalsonnenuhr der Schattenwerfer parallel zur Erdachse ausgerichtet werden und das Zifferblatt horizontal liegen. Bei einer für die Reise gedachten Sonnenuhr soll beides möglichst schnell und einfach zum Zeitpunkt der Messung zu bewerkstelligen sein. Bei der abgebildeten Klappsonnenuhr geschieht das mit Hilfe von Kompass und Lot.
Sowohl die Richtung der Erdachse als auch die genaue Horizontale sind am Ort der Messung zunächst unbekannt. Die grundlegende Überlegung besagt, dass der Punkt an der Erdoberfläche, an dem sich der Kompass befindet, mit der Erdachse eine geometrische Ebene aufspannt. In dieser Ebene muss am Ort der Sonnenuhr sowohl die Horizontale zur Erdoberfläche als auch die Parallele zur Erdachse zu finden sein. Es liegen in derselben Ebene aber auch die Vertikale zum Erdmittelpunkt sowie die nach Norden weisenden Geraden. Diese geometrische Ebene wird daher auch durch eine Senkrechte (durch das Lot) und durch die Nord-Richtung (ermittelt durch die Kompassnadel) aufgespannt. Sobald diese Ebene festgelegt ist, muss die Horizontale ermittelt werden und auf diese Horizontale der Schattenwerfer mit einem Neigungswinkel, der der geografischen Breite entspricht, errichtet werden.
Unter Vernachlässigung der Abweichung des magnetischen vom geografischen Nordpol (siehe auch Deklination) zeigt eine Kompassnadel nach Norden. Sie zeigt jedoch weder zum Himmelspol noch zum geographischen Nordpol, sondern folgt den magnetischen Feldlinien am Ort der Messung und liegt daher auch nur ausnahmsweise waagrecht. Die Verlängerung dieser gedachten Linie schneidet jedenfalls in ausreichender Näherung die Erdachse. Damit ist eine Linie gefunden, um die gesuchte Ebene am Ort der Sonnenuhr zu ermitteln.
Die zweite erforderliche Linie wird durch das Lot gebildet, das mit dem Gehäuse der Klappsonnenuhr fix verbunden ist. Das Lot schneidet die Erdachse im Erdmittelpunkt. Damit sind die beiden Geraden gewonnen, um die gesuchte Ebene aufzuspannen.
Die Horizontale wird bei der Klappsonnenuhr dadurch gewonnen, dass man durch Aufklappen des Fadenspanners zunächst zwei Schenkel eines rechtwinkeligen Dreiecks errichtet, wobei der eine Schenkel durch das Kompassgehäuse und dem Zifferblatt, der andere Schenkel durch den Fadenspanner gebildet wird. Um den rechten Winkel zu gewährleisten, ist das Drehgelenk so konstruiert, dass es sich bei normaler Handhabung exakt bis zu einem Winkel von 90° öffnen lässt (siehe Seitenansicht). Sobald der vertikale Schenkel mit Hilfe des eingebauten Lots senkrecht eingerichtet ist, folgt mit Notwendigkeit, dass das Gehäuse waagrecht ist. Bis hierher haben wir erreicht, dass durch Kompass und Lot eine Horizontale genau in Nord-Süd-Richtung errichtet wurde.
Kennt man die geographische Breite, in der man sich befindet, so muss ein Polstab genau diesen Winkel zur Horizontalen einnehmen und in einer Ebene liegen, die auch durch die Erdachse geht, um zur Erdachse parallel zu sein. Man benötigt daher jetzt noch eine Vorrichtung, um den Schattenwerfer in ebendiesem Winkel zur soeben gewonnenen Horizontalen, die bereits in Nord-Süd-Richtung ausgerichtet ist, errichten zu können. 
Die Funktion des Polstabes wird in der abgebildeten Klappsonnenuhr von einem Faden übernommen. Dazu wird der Faden als Hypotenuse des rechtwinkeligen Dreiecks gespannt, dessen rechter Winkel durch das Scharnier der Klappe gebildet wird. Der Eckpunkt auf der Horizontalen ist fixiert, da durch diesen Punkt auch alle eingravierten Stundenlinien des Zifferblattes laufen müssen. Die Neigung der Hypotenuse gegenüber der Horizontalen wird dadurch eingestellt, dass der Faden durch jeweils eines der vorbereiteten Bohrlöcher am Fadenhalter geführt wird. Um es dem Benutzer zu erleichtern, sind im gegenständlichen Fall fünf Bohrlöcher vorgesehen, wobei die Bohrungen für 48°, 50° und 52° beschriftet sind.

### Handhabung
Sobald die Klappsonnenuhr geöffnet und in Nord-Süd-Richtung ausgerichtet ist, das Lot genau auf seinen Fußpunkt im Rahmen des Fadenhalters zeigt und der Faden durch das dem jeweiligen Breitengrad entsprechende Loch am Fadenhalter gespannt wurde, ist die Sonnenuhr einsatzbereit. Gibt es durch die Reisetätigkeit keine großen Änderungen in der geographischen Breite, dann ist es sinnvoll, den Faden im entsprechenden Loch des Fadenhalters direkt zu fixieren, sodass der Faden bei geöffneter Klappsonnenuhr möglichst gespannt ist, ohne jedoch durch seine Spannung ein Öffnen der Klappsonnenuhr bis zum rechten Winkel zu verhindern oder umgekehrt, zu reißen.
Beim Zusammenklappen der Sonnenuhr rastet die andere Noppe am oberen Ende des Fadenhalters in einer Bohrung zwischen dem Kompassgehäuse und der Befestigungsöse ein, damit sich die Klappsonnenuhr nicht unbeabsichtigt beim Transport öffnet (die beiden Noppen sind rechts in der Abbildung Klappsonnenuhr, für den Transport geschlossen, Seitenansicht auf Höhe der 5-cm-Marke zu sehen.).
Die abgebildete Taschensonnenuhr ist unter der Bezeichnung „Klapp-Sonnenuhr“ im Handel.